# Veränderte Beißschrecke
Die Veränderte Beißschrecke (Platycleis (Modestana) modesta) ist eine Langfühlerschrecke aus der Unterfamilie der Tettigoniinae innerhalb der Überfamilie der Laubheuschrecken.

## Merkmale
Die Veränderte Beißschrecke erreicht eine Körperlänge von 16 bis 21 Millimeter und ist meist überwiegend grün gefärbt, es kommen aber auch braun gefärbte Exemplare vor. Die Flügel sind stark verkürzt, die Vorderflügel tragen eine dunkle Fleckenzeichnung. Sie ähnelt aufgrund der meist grünen Färbung und der verkürzten Flügel sehr den Arten der Gattung Metrioptera. Das Pronotum ist in Seitenansicht gerundet ohne Aussparung an der Hinterkante, diese ist breit gelblich gesäumt, die Seiten des Pronotums scharf dagegen abgesetzt dunkel gefärbt. Ein Mittelkiel des Pronotums ist nicht erkennbar (Unterschied zu Platycleis s. str.). Der Legebohrer des Weibchens ist schwach und gleichmäßig gebogen und weißlich gefärbt, die Subgenitalplatte ist hinten tief ausgeschnitten. Die Cerci des Männchens sind im Spitzendrittel gezähnt, das zehnte Tergit trägt zwei spitze Fortsätze, die breit getrennt sind. Die Hinterbeine sind in beiden Geschlechtern sehr lang, die Hinterschenkel erreichen beim Weibchen 3,8 bis 4fache, beim Männchen bis 4,1fache Pronotumlänge.

## Lebensweise und Verbreitung
Die Veränderte Beißschrecke kommt auf höherwüchsigen Wiesen und Buschland vor. Sie hält sich überwiegend auf krautigen Pflanzen oder Sträuchern auf.
Die Art ist Endemit der Balkanhalbinsel
Ihr Verbreitungsgebiet erstreckt sich von den Südausläufern der Julischen Alpen und Istrien über die Adriaküste Kroatiens bis nach Bosnien und Herzegowina. in Kroatien ist sie am weitesten verbreitet. Sie kommt im äußersten Nordosten Italiens (Triest) vor. Imagines erscheinen ab Juli und leben bis Anfang September.

## Taxonomie
Die Art wurde 1853 von Franz Xaver Fieber unter dem Namen Platycleis modestus beschrieben. Sie gehört in die Untergattung Modestana, die heute von vielen Bearbeitern im Gattungsrang geführt wird, die Art heißt dann Modestana modesta.